# 綠鰭鏢鱸
綠鰭鏢鱸為輻鰭魚綱鱸形目鱸亞目河鱸科的其中一種，分布於美國田納西河上游流域，體長可達10公分，棲息在流動快速、岩石底質的溪流。